# Tina Mihelić
Tina Mihelić (Rijeka, Yugoslavia, 30 de diciembre de 1988) es una deportista croata que compitió en vela en la clase Laser Radial.
Ganó una medalla de oro en el Campeonato Mundial de Laser Radial de 2013 y cuatro medallas en el Campeonato Europeo de Laser Radial entre los años 2009 y 2014.

## Palmarés internacional
| \| Campeonato Mundial \| Campeonato Mundial \| Campeonato Mundial \| Campeonato Mundial \| \| Año \| Lugar \| Medalla \| Clase \| \| ------------------ \| -------------------------- \| ------------------ \| ------------------ \| \| 2013 \| Rizhao (China) \| Medalla de oro \| Laser Radial \| \| Campeonato Europeo \| \| \| \| \| Año \| Lugar \| Medalla \| Clase \| \| 2009 \| Charlottenlund (Dinamarca) \| Medalla de oro \| Laser Radial \| \| 2010 \| Tallin (Estonia) \| Medalla de oro \| Laser Radial \| \| 2011 \| Helsinki (Finlandia) \| Medalla de plata \| Laser Radial \| \| 2014 \| Split (Croacia) \| Medalla de plata \| Laser Radial \| |                            |                  |              |
| Campeonato Mundial |                            |                  |              |
| Año | Lugar                      | Medalla          | Clase        |
| 2013 | Rizhao (China)             | Medalla de oro   | Laser Radial |
| Campeonato Europeo |                            |                  |              |
| Año | Lugar                      | Medalla          | Clase        |
| 2009 | Charlottenlund (Dinamarca) | Medalla de oro   | Laser Radial |
| 2010 | Tallin (Estonia)           | Medalla de oro   | Laser Radial |
| 2011 | Helsinki (Finlandia)       | Medalla de plata | Laser Radial |
| 2014 | Split (Croacia)            | Medalla de plata | Laser Radial |